# Pericallis papyracea
Pericallis papyracea is een plantensoort uit de composietenfamilie (Compositae of Asteraceae). De plant is endemisch op het Canarische eiland La Palma. Ze groeit op het eiland tot op een hoogte van ongeveer 1600 meter in de oorspronkelijke laurierbossen en in plantengemeenschappen die daar onder antropogene invloeden zijn ontstaan. De soortaanduiding papyracea komt van de Latijnse woord papyrus (papier) en verwijst naar de dunne, papierachtige bladeren van de plant. Door de bewoners van La Palma wordt de plant "encimba" genoemd.

## Beschrijving
Pericallis papyracea is een rechtopstaande vaste plant die 0,4 tot 1,5 meter hoog wordt. De plant heeft grote, hart- tot niervormige bladeren die een kronkelige, getande bladrand hebben. Het blad is tamelijk dun en aan de onderkant zwak met zilvergroene haartjes bedekt. Het tuilachtige bloemgestel heeft 5 tot 15 bloemhoofdjes (ongeveer 1 cm breed) met 8 of meer bleekviolette straalbloemen en een hart van donkerpaarse buisbloemen. De schutbladen van het omwindsel zijn meestal kaal. De bloeitijd is van februari tot mei.

## Afbeeldingen

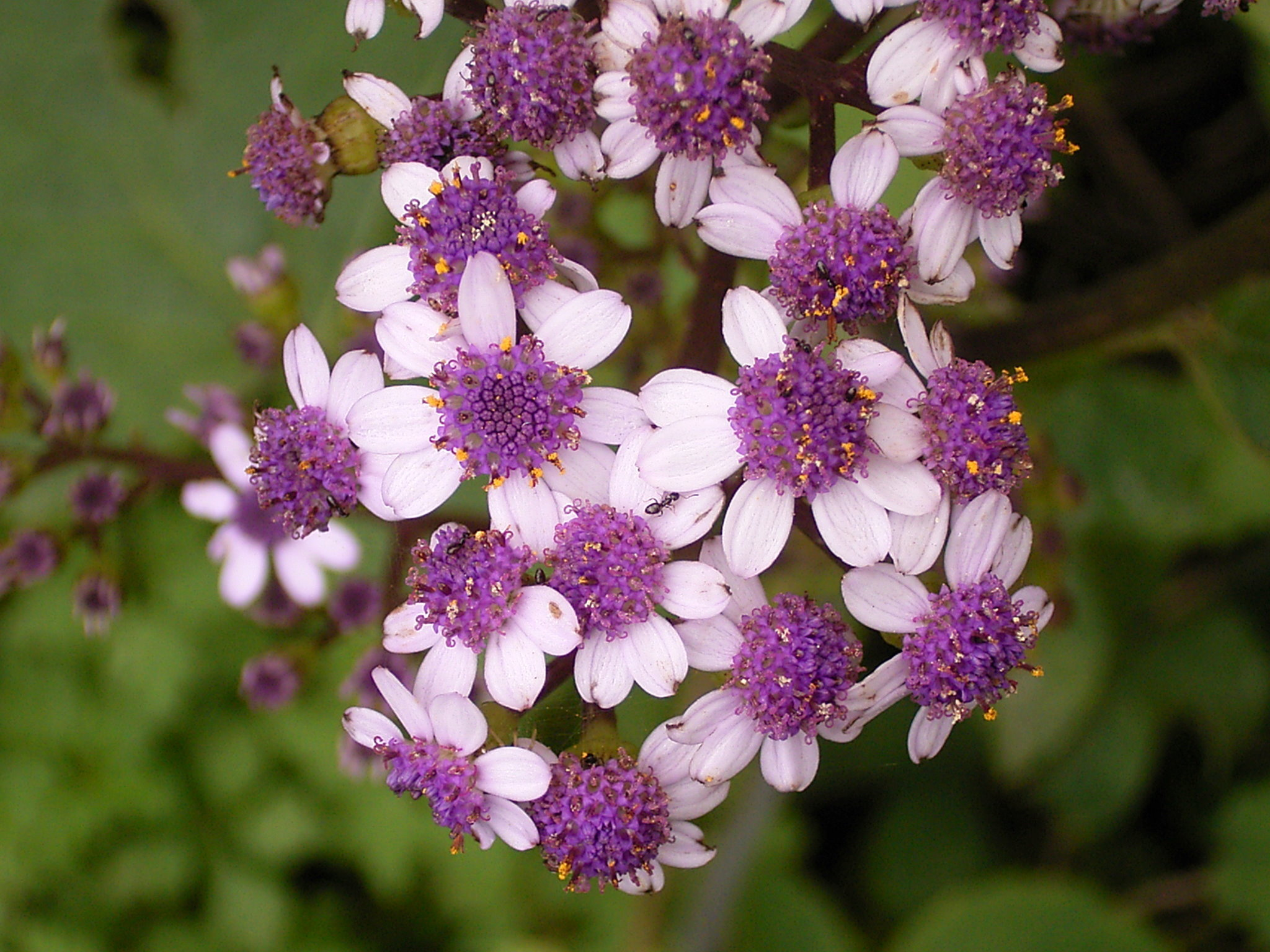
Bloemen
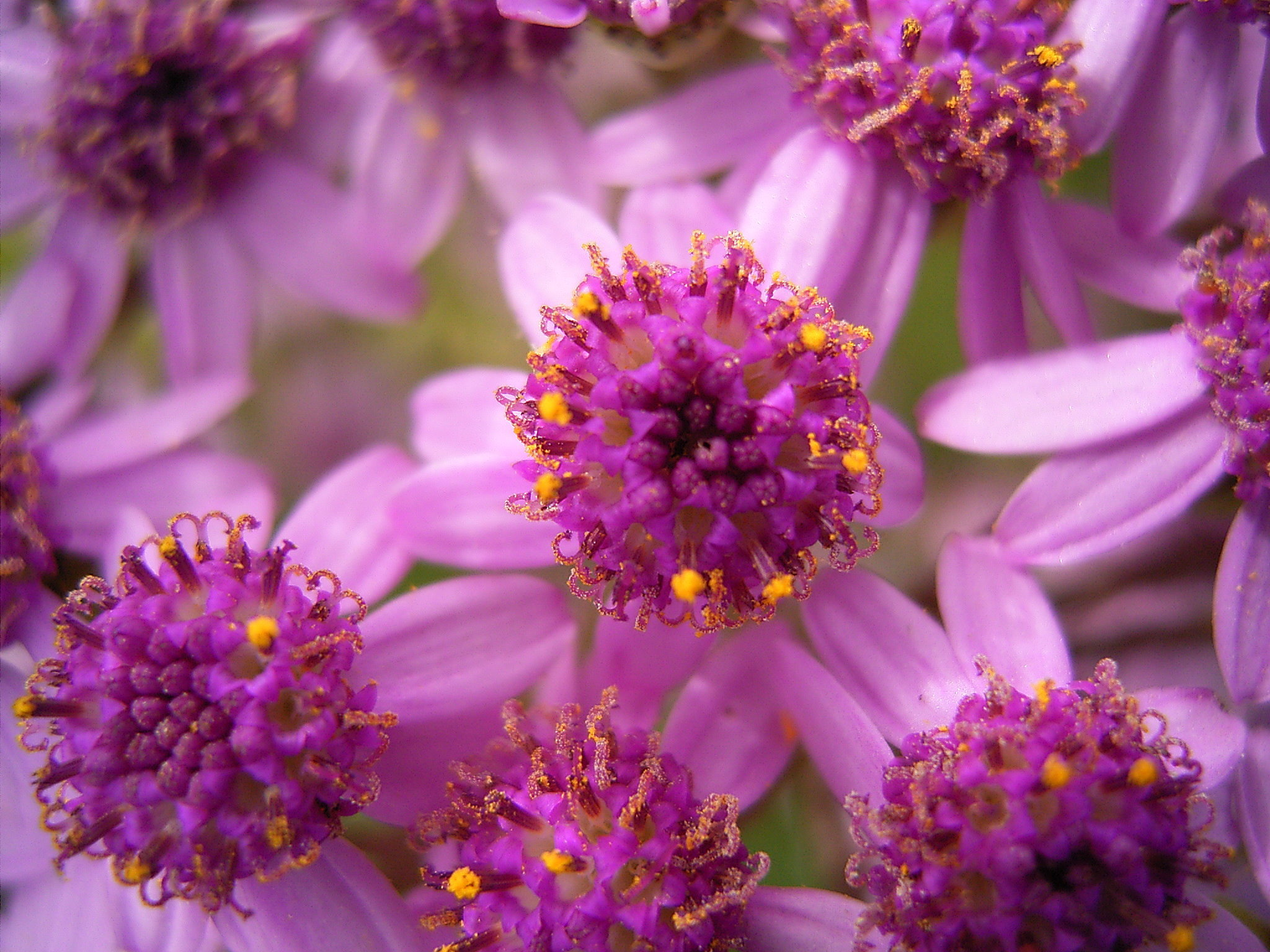
Bloemen (detail)
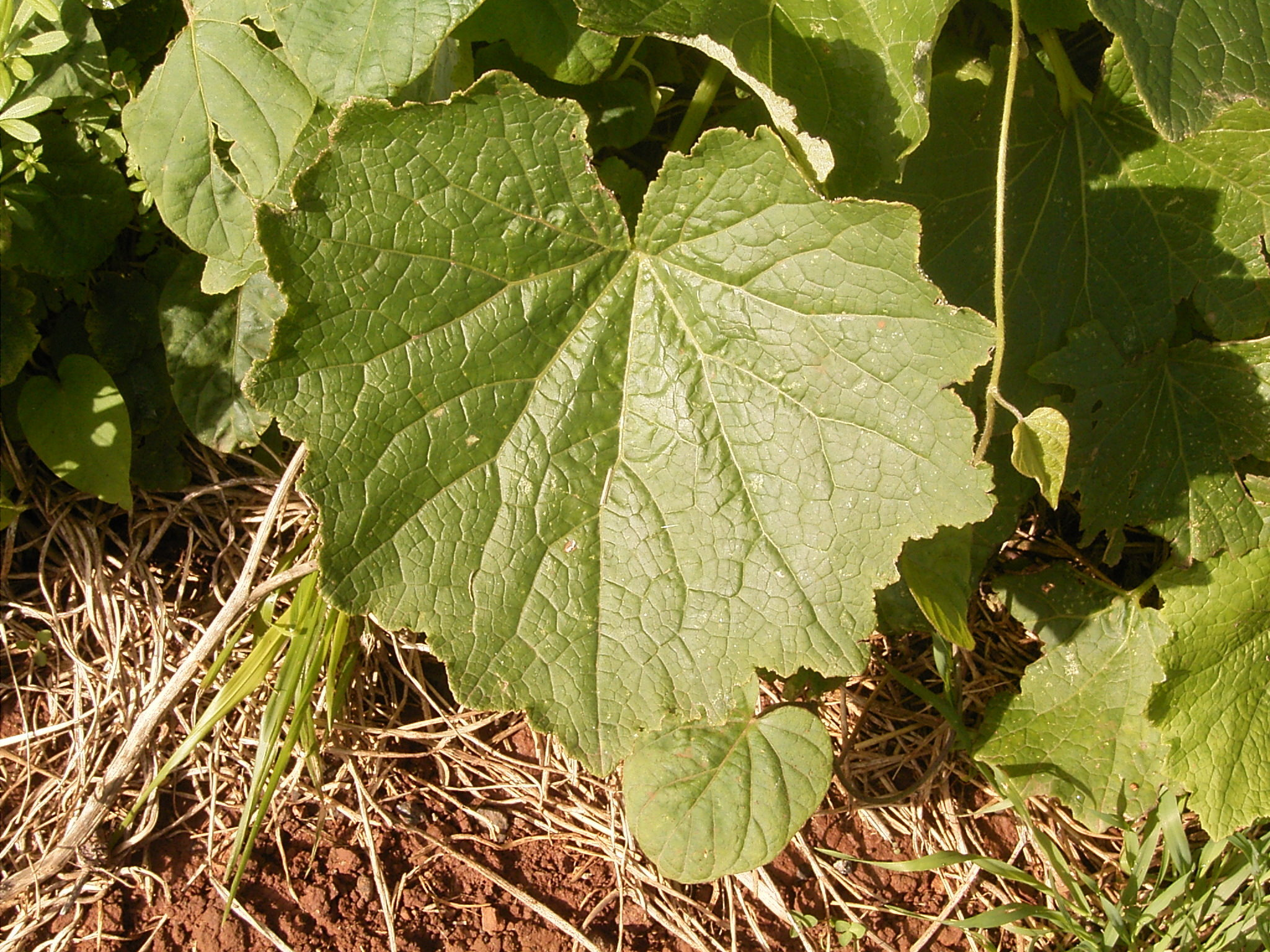
Blad